# Bilanciere (entomologia)

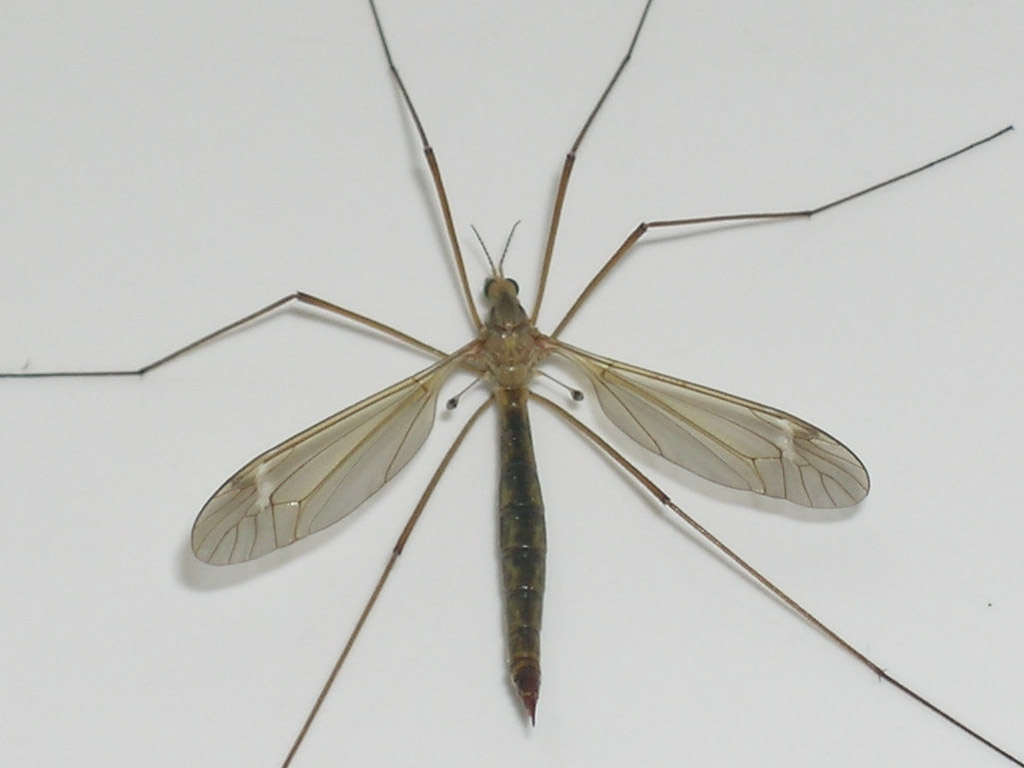
Esemplare adulto di tipula, sono ben visibili i due bilancieri posteriori al paio d'ali

In biologia i bilancieri (detti anche altere) sono modificazioni morfologiche e funzionali di una coppia di ali di alcuni generi di insetti (come i ditteri e strepsitteri) che servono come giroscopi ossia informano l'insetto sulla posizione del corpo durante il volo. Le ali sono ridotte a moncherini perdendo la loro funzione alare.